# Ong (Nebraska)
Ong é uma vila localizada no estado americano de Nebraska, no Condado de Clay.

## Demografia
Segundo o censo americano de 2000, a sua população era de 67 habitantes.
Em 2006, foi estimada uma população de 64, um decréscimo de 3 (-4.5%).

## Geografia
De acordo com o United States Census Bureau, a localidade tem uma área de 0,7 km², sem área coberta por água.

## Localidades na vizinhança
O diagrama seguinte representa as localidades num raio de 20 km ao redor de Ong.